# 約翰·古德努斯
約翰·古德努斯（英語：Johann Gudenus）（1976年7月20日—）是一名奧地利自由黨政治家。曾擔任該黨副主席。
出生於貴族家庭，原籍黑森，於1907年被弗朗茨·约瑟夫一世冊封。父親是猶太人大屠殺否定論者、同為政治家的約翰·古德努斯。畢業於特蕾西亞學校，其後於維也納大學修讀法學並於維也納外交學院取得高階國際研究碩士。在學期間曾加入德意志民族主義學生組織维也纳兄弟会“万达利亚”（Wiener pennale Burschenschaft Vandalia）。
2019年因為伊維薩事件而宣佈辭去所有政治職位。